# Aulonemia queko
Aulonemia queko är en gräsart som beskrevs av Justin Goudot. Aulonemia queko ingår i släktet Aulonemia och familjen gräs. Inga underarter finns listade i Catalogue of Life.